# Mihal Turtulli
Mihal Turtulli też jako: Michael Tourtoulis (ur. 1856 w Korczy, zm. 3 stycznia 1935 w Aleksandrii) – albański działacz niepodległościowy i lekarz, w 1914 minister edukacji Albanii.

## Życiorys
Był synem kupca Kostandina Andre Gozhdaxhiu. Urodził się w Korczy, ale w dzieciństwie wraz z rodziną przeniósł się do Egiptu. Ukończył naukę w szkole średniej prowadzonej przez Francuzów w Aleksandrii, a następnie studiował medycynę w Atenach i w Paryżu, specjalizując się w okulistyce. Studia medyczne ukończył w 1881 i rozpoczął pracę jako lekarz patolog. W latach 1885–1912 pracował w szpitalu w Kairze, prowadząc badania naukowe nad problemami zdrowotnymi miejscowej ludności. W tym czasie działał w organizacji Bashkimi, skupiającej diasporę albańską w Kairze.
Po ogłoszeniu niepodległości przez Albanię powrócił do ojczyzny. W lutym 1914 znalazł się w składzie delegacji albańskiej, która udała się do Neuwiedu, aby ofiarować koronę Albanii Wilhelmowi von Wiedowi. W tym samym roku objął kierownictwo nad resortem edukacji. Po wybuchu I wojny światowej opuścił Albanię wraz z Wiedem i osiadł w Lozannie. Tam wspólnie z grupą albańskich działaczy narodowych (Hilmi Këlcyra, Pandeli Cale) w latach 1915–1919 wydawał pismo Albanie. W 1917 organizował kampanię zbierania funduszy w Stanach Zjednoczonych, które miały wesprzeć działania dyplomatyczne na korzyść Albanii, sam przeznaczył na ten cel tysiąc dolarów.
Po zakończeniu wojny powrócił do Albanii i podjął współpracę z pro-włoskim rządem w Durrësie. Jako jego przedstawiciel wziął udział w Konferencji Pokojowej w Paryżu, występując aktywnie przeciwko obecności wojsk włoskich w Albanii. W 1920 wszedł w skład Rady Naczelnej, nominalnie najwyższej władzy w Albanii, jako przedstawiciel wspólnoty prawosławnej (zasiadał w niej do grudnia 1920). Był wśród założycieli Instytutu Kyriasa, działającej w Tiranie instytucji edukacyjnej dla dziewcząt kształcącej w języku albańskim. W 1923 działał w Partii Liberalnej (Partia Liberale). 22 grudnia 1924 wyjechał z kraju, najpierw do Wiednia, potem do Lozanny. Na emigracji związał się z opozycyjną wobec rządów Ahmeda Zogu organizacją Komitet Narodowo-Rewolucyjny KONARE. Skazany przez Sąd Okręgowy w Tiranie in absentia na 101 lat więzienia za zdradę stanu, w 1927 został amnestionowany i na krótko powrócił do kraju. W tym czasie swoje zbiory biblioteczne przekazał bibliotece w Korczy. Ostatnie lata życia spędził w Egipcie, gdzie zmarł.

## Publikacje
- 1917: La Nation albanaise: mémoire pésenté par le Dr. Tourtoulis à la 3me Conférence des Nationalités, wyd. Lozanna